# パーソンズ (企業)

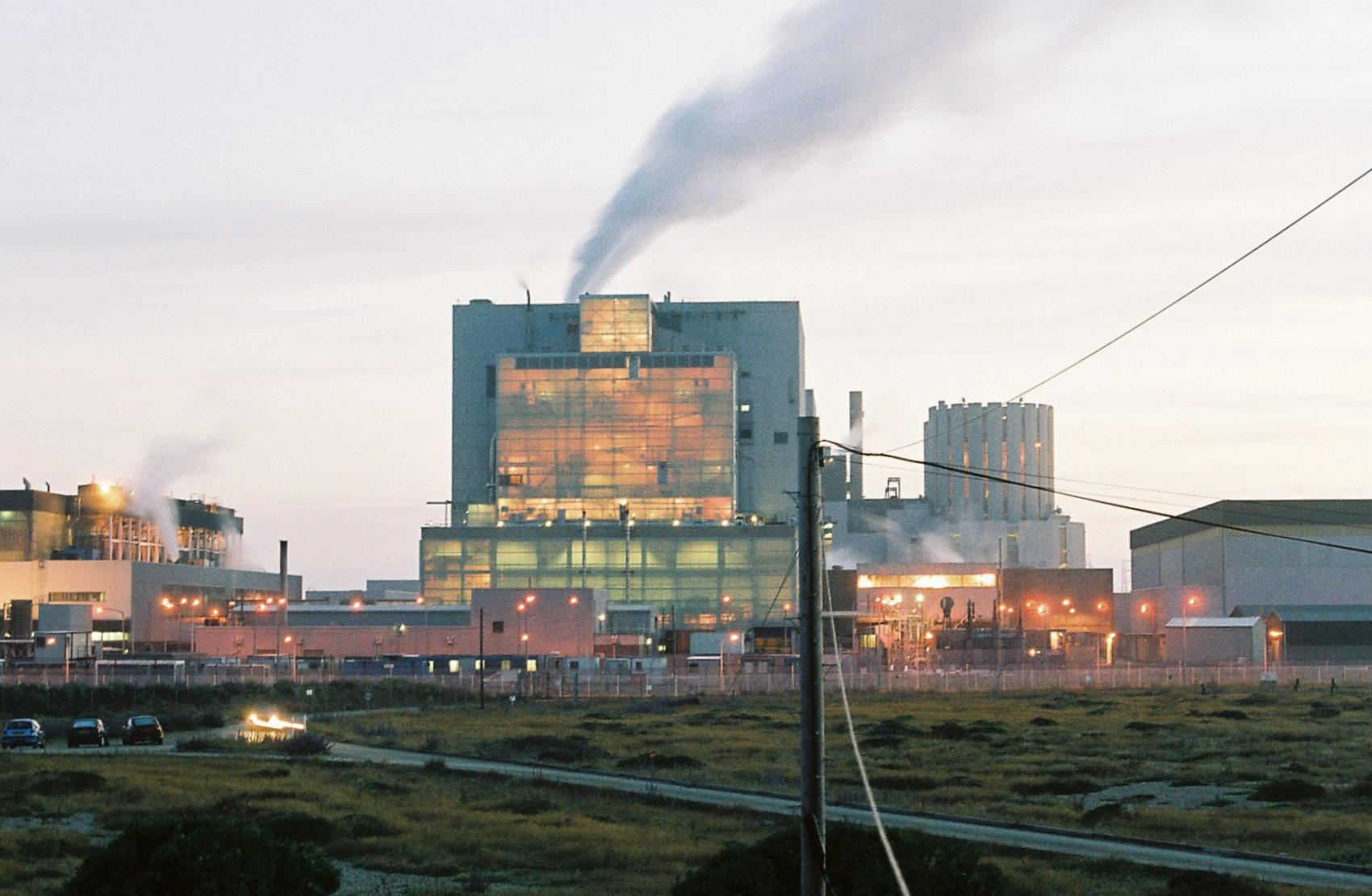
パーソンズ社の蒸気タービンを使用するダンジェネス(Dungeness)原子力発電所

パーソンズ（英：C.A. Parsons and Company）は、かつてイギリスに存在したエンジニアリング会社。タービン発電機を発明したチャールズ・アルジャーノン・パーソンズによってその生産のために1889年に設立された。
パーソンズ社のタービン発電機を使用する原子力発電所はイングランドではブラッドウェル、コールダーホール、ダンジネス、ヘイシャム、オールドベリー。またスコットランドではチャペルクロスとハンターストンである。
1968年にA.レイローリー社(A. Reyrolle & Company)と合併しレイローリー・パーソンズ(Reyrolle Parsons)となる。1977年にはクラーク・チャップマン(Clarke Chapman)と合併しノーザン・エンジニアリング・インダストリーズ社(Northern Engineering Industries plc)となり、更にそれを1989年にロールス・ロイス社(Rolls Royce plc)が獲得した。
今日では、複合企業であるシーメンスの発電所部門の一部となっている。